# Gaobeidian

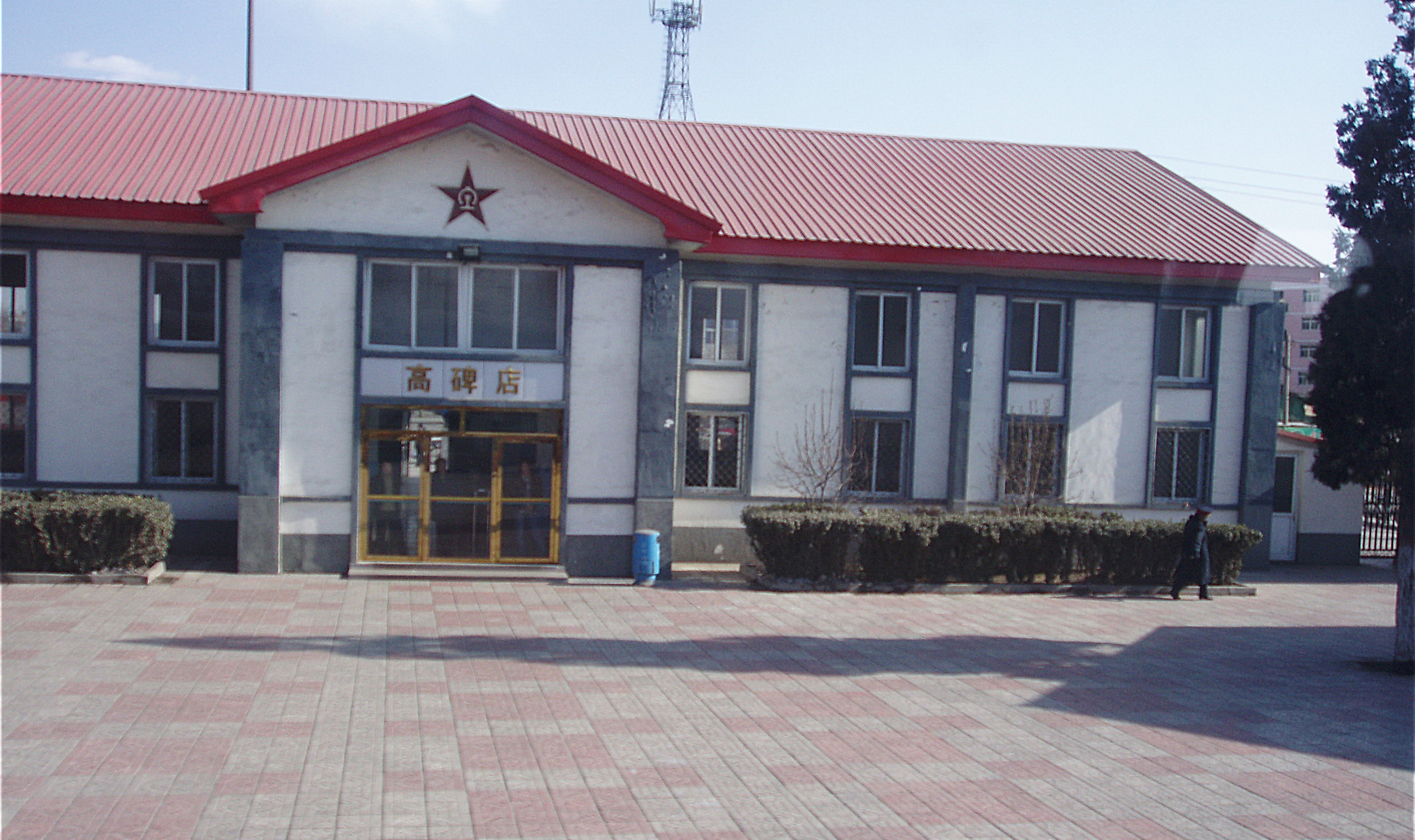
Bahnhof von Gaobeidian

Gaobeidian (chinesisch 高碑店市, Pinyin Gāobēidiàn Shì) ist eine kreisfreie Stadt die zum Verwaltungsgebiet der bezirksfreien Stadt Baoding in der nordchinesischen Provinz Hebei gehört. Die Stadt hat eine Fläche von 678 km² und 640.280 Einwohner (Stand: Zensus 2010). 1999 zählte sie noch 547.672 Einwohner. In Gaobeidian hat der Automobilhersteller Xinkai Auto seinen Unternehmenssitz.

## Administrative Gliederung
Auf Gemeindeebene setzt sich Gaobeidian aus fünf Straßenvierteln, fünf Großgemeinden und fünf Gemeinden zusammen. Diese sind:
- Straßenviertel Heping (和平街道);
- Straßenviertel Juncheng (军城街道);
- Straßenviertel Dongsheng (东盛街道);
- Straßenviertel Beicheng (北城街道);
- Straßenviertel Xinghualu (兴华路街道);
- Großgemeinde Fangguan (方官镇);
- Großgemeinde Xincheng (新城镇);
- Großgemeinde Sizhuang (泗庄镇);
- Großgemeinde Baigou (白沟镇);
- Großgemeinde Xinlizhuang (辛立庄镇);
- Gemeinde Xiaoguanying (肖官营乡);
- Gemeinde Liangjiaying (梁家营乡);
- Gemeinde Zhangliuzhuang (张六庄乡);
- Gemeinde Chemaying (东马营乡);
- Gemeinde Xinqiao (辛桥乡).